# جمهورية ليتوانيا المركزية
جمهورية ليتوانيا المركزية، والمعروفة كذلك بليتوانيا المركزية وليتوانيا الوسطى، هي دولة دمية غير معترف بها تابعة لبولندا قامت لفترة قصيرة من عام 1920 إلى عام 1922. تأسست في 12 أكتوبر 1920 بعد تمرد زيليغوفسكي، عندما هاجم جنود الجيش البولندي، أغلبهم من الفرقة الليتوانية البيلاروسية الأولى بقيادة لوتشيان زيليغوفسكي، بدعم كامل من القوات الجوية والفرسان والمدفعية البولندية، لتستهدف ليتوانيا. دُمجت مع بولندا في 18 أبريل 1922.
تمركزت حول مدينة فيلنيوس، العاصمة التاريخية لليتوانيا، وكانت دويلة حاجزة مدة 18 شهرًا بين بولندا، التي كانت تعتمد عليها، وليتوانيا، التي ادعت ملكية المنطقة. كان للجمهورية بعض ملامح إدارة الدولة، ولكنها في الواقع كانت تقليدًا لدولة ذات سيادة قمعت المنظمات الليتوانية والتعليم وراقبت الصحف والنشرات الليتوانية. كان هذا الإقليم وسيلة للضغط على ليتوانيا حاولت بولندا من خلالها تبادل عاصمة ليتوانيا مقابل ضم ليتوانيا المعاصرة (اقتراح اتحاد بين الدولتين) أو الاستسلام لصالح بولندا (اقتراح منح الاستقلال لليتوانيا ضمن حدود بولندا). بعد العديد من التأخيرات، أُقيمت انتخابات جرى التنازع عليها في 8 يناير 1922، وضُم الإقليم إلى بولندا. في البداية، نفت الحكومة البولندية أنها مسؤولة عن التمرد، ولكن القائد البولندي جوزيف بيلسودسكي اعترف لاحقًا بأنه أمر زيليغوفسكي شخصيًا بالتظاهر بأنه ضابط بولندي متمرد.
لم تعترف جمهورية ليتوانيا التي يقع مركزها في كاوناس بالحدود البولندية الليتوانية في فترة ما بين الحروب، على الرغم من الاعتراف بها خلال مؤتمر سفراء قوات الحلفاء وجامعة الأمم، حتى تهديد بولندا بعام 1938. في عام 1931، أكدت المحكمة الدولية في لاهاي أن احتلال بولندا للمدينة كان انتهاكًا للقانون الدولي، ولكن لم تكن هناك أي عواقب سياسية كبيرة.

## تاريخيًا
بعد تقسيم بولندا، ضُمت معظم الأراضي التي كانت جزءًا من دوقية ليتوانيا الكبرى سابقًا إلى الإمبراطورية الروسية. بدأت الحكومة الإمبراطورية تنفيذ سياسة روسية لتوحيد الأراضي الجديدة المكتسبة، والتي اشتدت بعد فشل انتفاضة يناير العام 1864. تضمن التمييز ضد السكان المحليين قيودًا وحظرًا صريحًا على استخدام اللغات البولندية والليتوانية والبيلاروسية والأوكرانية. مع ذلك، كانت هذه الإجراءات ذات تأثيرات محدودة على الجهود التي اضطلعت بها القيادة الوطنية البولندية الوطنية في قطاع التعليم في فيلنيوس. جرى تنفيذ جهود مماثلة أثناء عصر النهضة الوطنية الليتوانية في القرن التاسع عشر، عندما سعت الدولة نحو الابتعاد عن التأثيرات البولندية والروسية على حد سواء.
نوقش التكوين العرقي للمنطقة لفترة طويلة، إذ تُعتبر التعدادات السكانية التي أُجريت خلال ذلك الوقت والمكان غير موثوقة. وفقًا للتعداد الأول للإمبراطورية الروسية في عام 1897، والذي يُعتقد أنه جرى تزويره على نحو متعمد، كان توزيع سكان فيلنيوس كالآتي: البيلاروسيون بنسبة 56.1% (بما في ذلك الروم الكاثوليك)، والليتوانيون بنسبة 17.6%، واليهود بنسبة 12.7%، والبولنديون بنسبة 8.2%، والروس بنسبة 4.9%، والألمان بنسبة 0.2%، والأوكرانيون بنسبة 0.1%، والتتار بنسبة 0.1%، والأعراق الأخرى بنسبة 0.1%. بينما سجل تعداد ألماني لمنطقة فيلنيوس في عام 1916 (نُشر في عام 1919)، أرقامًا مختلفة بشكل بارز: البولنديون بنسبة 58.0%، والليتوانيون بنسبة 18.5%، واليهود بنسبة 14.7%، والبيلاروسيون بنسبة 6.4%، والروس بنسبة 1.2%، والأعراق الأخرى بنسبة 1.2%.
تعرض كلا التعدادين لصعوبات في محاولة تصنيف مواضيعهما. غالبًا ما واجه علماء الإثنوغرافيا في تسعينيات القرن التاسع عشر أولئك الذين وصفوا أنفسهم بأنهم ليتوانيون وبولنديون. وفقًا لمحلل تعداد ألماني، «يواجه التحديد الموضوعي لشروط الجنسية أكبر الصعوبات».

## تداعيات الحرب العالمية الأولى
بعد الحرب العالمية الأولى، استعادت كل من بولندا وليتوانيا استقلالهما. سرعان ما نشأ الصراع بين الدولتين وادعت كل من ليتوانيا وبولندا ملكية منطقة فيلنيوس (المعروفة بالبولندية باسم ويلنو) وأنها جزء من أراضيهما.
ديمغرافيًا، كانت الجماعات الرئيسية التي تعيش في فيلنيوس محصورة بالبولنديين واليهود، وشكل الليتوانيون نسبة صغيرة من عدد السكان الإجمالي (2.0% - 2.6%، وفقًا لتعداد الإمبراطورية الروسية لعام 1897 وتعداد ألمانيا لعام 1916). مع ذلك، اعتقد الليتوانيون أن مطالبهم التاريخية بفيلنيوس (العاصمة السابقة لدوقية ليتوانيا الكبرى) لها أولوية ورفضوا الاعتراف بأي مطالب بولندية للمدينة والمنطقة المحيطة بها.
بينما حاولت بولندا بقيادة جوزيف بيلسودسكي إنشاء اتحاد بولندي في المنطقة يشمل عددًا من الأراضي التي ليست بولندية عرقيًا، سعت ليتوانيا إلى إنشاء دولة مستقلة تتضمن منطقة فيلنيوس بالكامل. أظهرت تعدادات أُجريت في أوائل القرن العشرين أن الناطقين باللغة الليتوانية، الذين قُمعت لغتهم في النصف الثاني من القرن التاسع عشر بسبب سياسات روسيا ولم تكن الظروف لصالحهم داخل الكنيسة الكاثوليكية، أصبحوا أقلية في المنطقة. استنادًا إلى ذلك، أجرت السلطات الليتوانية حججًا تشير إلى أن معظم السكان الذين عاشوا هناك، حتى لو لم يتحدثوا في ذلك الوقت باللغة الليتوانية، كانوا بالتالي ليتوانيين جرى تحويلهم إلى بولنديين.
ساهم أمر آخر بزيادة تعقيد الموقف، إذ كان هناك فصيلتين بولنديتين بآراء مختلفة تمامًا إزاء إنشاء الدولة الحديثة في بولندا. رأى حزب واحد بقيادة رومان ديموفسكي بولندا الحديثة دولة عرقية، بينما أراد حزب آخر بقيادة جوزيف بيلسودسكي إعادة بناء الكومنولث البولندي- الليتواني. كانت كلا الأطراف عازمة على ضم البولنديين في فيلنيوس إلى الدولة الجديدة. حاول بيلسودسكي إعادة بناء دوقية ليتوانيا الكبرى في هيكل كانتوني ضمن اتحاد ميدزيمورزي:
• ليتوانيا كاوناس الناطقة باللغة الليتوانية
• ليتوانيا فيلنيوس أو ليتوانيا الوسطى الناطقة باللغة البولندية
• ليتوانيا مينسك الناطقة باللغة البيلاروسية
فشلت خطة بيلسودسكي في النهاية؛ إذ عارضته الحكومة الليتوانية وفصيلة ديموفسكي في بولندا. كان ستانيسواف غرابسكي، ممثل فصيلة ديموفسكي، مسؤولًا عن مفاوضات معاهدة ريغا مع الاتحاد السوفيتي، فرفض عرض الاتحاد السوفيتي بشأن الأراضي التي يجب ضمها إلى كانتون مينسك (فضل ديموفسكي أن تكون بولندا أصغر حجمًا ولكن بنسبة أعلى من البولنديين عرقيًا). أضعف تضمين الأراضي التي تكثر فيها الأعراق غير البولندية تأييد فصيلة ديموفسكي.

## الحرب البولندية الليتوانية
شهدت نهاية الحرب العالمية الأولى تقسيم منطقة دوقية ليتوانيا الكبرى السابقة بين جمهورية بولندا وجمهورية بيلاروسيا وجمهورية ليتوانيا. بدأت السيطرة على فيلنيوس ومحيطها تتغير بشكل متكرر بعد بداية الحرب البولندية السوفيتية، فتغيرت السلطات التي سيطرت على هذه المنطقة خلال السنتين التاليتين. في عام 1919، احتل الجيش الأحمر الأراضي مؤقتًا، والذي هزم وحدات الدفاع الذاتي المحلية، ولكن بعد وقت قصير، طرد الجيش البولندي الروس مرة أخرى. في عام 1920، احتل الجيش الأحمر منطقة فيلنيوس مرة أخرى. مع ذلك، عندما هُزم الجيش الأحمر في معركة وارسو، قررت الحكومة السوفيتية تسليم المدينة إلى ليتوانيا.
اندلعت الحرب البولندية الليتوانية عندما اشتبكت قوات ليتوانيا وبولندا حول منطقة سوفالكاي في 26 أغسطس 1920. تدخلت جامعة الأمم ونظمت مفاوضات في سووالكي. جرى التوصل إلى هدنة أُقرت في 7 أكتوبر 1920، ووضعت مدينة فيلنيوس ضمن حدود ليتوانيا. كان من المقرر أن تدخل اتفاقية سووالكي حيز التنفيذ في الساعة 12:00 في 10 أكتوبر 1920.